# Parabole du grain de sénevé
La parabole du Grain de sénevé dénommée aussi le Sénevé ou, le Grain de moutarde, est une métaphore sur le christianisme.

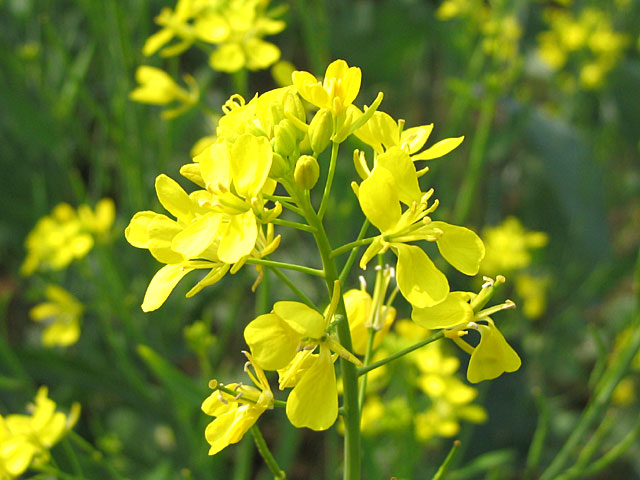
Fleurs de moutarde indienne (Brassica juncea L. Czern)

## Texte
Cette parabole se trouve dans l'Évangile selon Matthieu, chapitre 13, versets 31 et 32 :

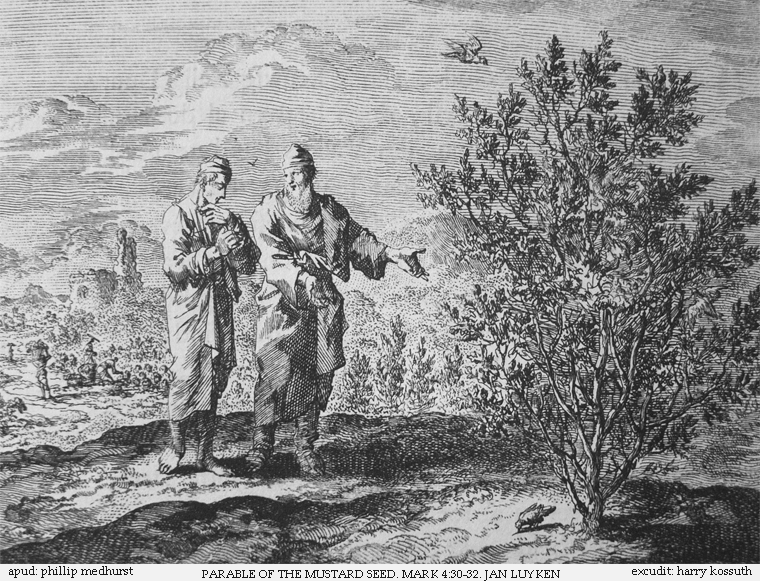
Gravure par Jan Luyken sur cette parabole, de la Bible Bowyer.

« Jésus leur proposa une autre parabole, et il dit : le royaume des cieux est semblable à un grain de sénevé qu'un homme a pris et semé dans son champ. C'est la plus petite de toutes les semences ; mais, quand il a poussé, il est plus grand que les légumes et devient un arbre, de sorte que les oiseaux du ciel viennent habiter dans ses branches. »

Elle se retrouve également en Marc 4,30-32 et Luc 13,18-19, mais pas dans l'Évangile de Jean.

## Interprétation
Selon Jean Chrysostome, dans son homélie 46 chapitre 2, le Grain de sénevé est en fait l'image des Évangiles, qui ont grandi et sont devenus une des paroles les plus répandues sur toute la terre. Le Grain de sénevé, c'est aussi la foi de tout homme. 